# Высший совет народного хозяйства
Вы́сший сове́т наро́дного хозя́йства (ВСНХ) — наименование центральных государственных органов управления народным хозяйством в советских республиках и в Союзе ССР. 
Высшие советы являлись руководящими органами системы совнархозов (СНХ). Первый высший совет народного хозяйства был образован в 1917 году в Российской Советской Республике в качестве регулирующего органа, ответственного за выработку общих принципов регулирования экономической жизни советской республики и для координации деятельности центральных и местных органов управления экономикой. Следуя российскому примеру, высшие советы народного хозяйства были созданы и в других советских республиках на территории бывшей Российской империи — в частности, в Украинской Народной Республике Советов. После образования СССР был создан Высший совет народного хозяйства СССР (ВСНХ СССР), который координировал деятельность СНХ союзных республик.
С переходом страны к централизованному управлению экономикой по отраслевому принципу, система совнархозов себя изжила и на рубеже 1920—30-х годов была демонтирована. В 1932 году союзный и все республиканские СНХ были преобразованы в систему отраслевых народных комиссариатов.
Повторно ВСНХ СССР был образован в 1963 году для руководства промышленностью и капитальным строительством в ходе экономической реформы 1957 года, которая характеризовалась частичным возвратом к системе управления по территориально-производственному принципу. Реформа закончилась провалом, и в 1965 году ВСНХ СССР был упразднён.

## 1917—1932 годы

### Россия
Первый в истории ВСНХ появился в Российской Советской Республике в декабре 1917 года, вскоре после Октябрьской революции. Высший совет народного хозяйства (сокр. ВСНХ) при Совете народных комиссаров был наделён широкими полномочиями и в первые годы советской власти являлся органом осуществления экономической диктатуры пролетариата. После принятия Конституции РСФСР в 1918 году переименован в Высший совет народного хозяйства РСФСР (сокр. ВСНХ РСФСР). Со временем функции ВСНХ РСФСР сократились до государственного управления промышленностью, и в 1932 году он был преобразован в Наркомат лёгкой промышленности РСФСР.

### Украина
Председатели ВСНХ Украины
- Квиринг, Эммануил Ионович (1918—1919[2])
- Чубарь, Влас Яковлевич (1921—1923)
- Максимов, Константин Гордеевич (1923—1925)
- Рухимович, Моисей Львович (1925—1926)

### СССР
Вскоре после образования СССР, в 1923 году, был создан Высший совет народного хозяйства СССР (ВСНХ СССР) для общего регулирования и управления отраслями народного хозяйства. Одной из функций ВСНХ было координирование и контролирование деятельности Советов народного хозяйства союзных республик. При этом следует подчеркнуть, что СНХ союзных республик не находились в прямом подчинении ВСНХ СССР, который по отношению к ним осуществлял так называемое «мандатное управление». Республиканские СНХ непосредственно подчинялись соответствующим Советам народных комиссаров и ЦИК, однако в своей деятельности руководствовались директивами ВСНХ СССР. За 9 лет своего существования ВСНХ СССР прошел эволюционный путь от общехозяйственного регулирующего органа, действующего в условиях новой экономической политики до объединённого наркомата промышленности, работающего в рамках жесткого централизованного управления и плановой государственной экономики. В результате форсированной индустриализации, которая сопровождалась ликвидацией частной собственности в промышленности и концентрацией промышленного производства в руках государства, историческая миссия ВСНХ СССР к началу 1930-х годов была выполнена. Местные совнархозы утратили свою значимость и были преобразованы в отделы исполкомов, в сам ВСНХ СССР был преобразован в 1932 году в Народный комиссариат тяжёлой промышленности СССР с передачей отдельных полномочий в другие наркоматы.

## 1963—1965 годы
Союзный ВСНХ был повторно образован в 1963 году под наименованием Высший совет народного хозяйства Совета министров СССР (ВСНХ СССР). Централизация руководства промышленностью и капитальным строительством в стране в лице ВСНХ СССР должна была ликвидировать проблему дезинтеграции советской экономики, возникшую в результате провала экономической реформы 1957 года. Однако этого не произошло, поскольку деятельность нового общесоюзного органа не смогла ликвидировать противоречия между основной тенденцией отраслевого развития промышленности и системой территориального управления посредством ранее созданной системы совнархозов. Через 2,5 года после его образования ВСНХ СССР был упразднён.